# Lorena Calabria
Lorena Cardoso Calábria (Rio de Janeiro, 21 de junho de 1964) é uma jornalista e apresentadora brasileira.
O sobrenome Calábria foi herdado do pai, Davide, um italiano nascido na região da Calábria.
É três vezes vencedora do Prêmio Comunique-se na categoria Jornalista de Cultura.

## Carreira
Formou-se em Jornalismo pela Universidade do Estado do Rio de Janeiro em 1985. Começou a carreira no mesmo ano, como roteirista e repórter do programa Som Maior, na Rede Manchete.
Entre 1986 e 1987, se tornou repórter do Clip Clip, da Rede Globo. Em 1987, migrou para a TV Corcovado apresentar o programa de cultura e cinema Vibração. Em 1988, teve uma breve passagem pela Rede Manchete como repórter do Shock, na época apresentado por Carolina Ferraz. Entre 1988 e 1989, esteve na TV Rio comandando o programa de debate cinematográfico O Grito dos Independentes e o de entrevistas Rio Show. Na década de 80 também era jornalista da revista Bizz.
Em 1990, foi uma das primeiras apresentadoras da MTV Brasil, onde comandou o Cine MTV até 1992.
Na década de 1990, passou a escrever crítica de filmes na Revista da Folha. Em 1992 trabalhou por alguns meses como repórter do Programa Livre, no SBT Entre 1993 e 2000 apresentou o Metrópolis, da TV Cultura, além de ter narrado a série documental Olho Vivo, adquirida pela emissora da BBC. Entre 1998 e 2000 apresentou paralelamente o Cinema Motion no canal a cabo USA Network.
Em 2000, transferiu-se para o Multishow apresentar os programas Bate-Papo Digital e Ensaio Geral.
Em 2004, foi contratada pela Rede Record para ser apresentadora da revista eletrônica dominical Domingo Espetacular. Em 2007, também apresentou o Entrevista Record, na Record News.
Em 2008, foi para canal a cabo GNT para apresentar o Happy Hour após a saída de Astrid Fontenelle, porém foi dispensada quando esta voltou para o canal no ano seguinte. Ancorou, também pela Band, a transmissão do Grammy Latino no mês de novembro. Em março de 2009, passa a apresentar o programa Dia Dia, ao lado de Patrícia Maldonado e Daniel Bork até outubro, quando foi substituída por Sílvia Poppovic.  No final de 2010, após um ano sem projetos, decidiu deixar a emissora. 
Entre 2009 e 2010 apresentou o Johnnie Walker com Gigantes e MitCultura na rádio Mitsubishi FM. Em 2011, passou a integrar o time de apresentadores da Oi FM. Entre 2012 e 2015 apresentou os vídeos institucionais Aqui tem Natura, da empresa de cosméticos Natura.
A partir de 2012 apresentou o programa Cine Conhecimento, no Canal Futura.
Em janeiro de 2023, passou a apresentar programa diário na Novabrasil FM. Alguns meses depois, a apresentadora deixou a rádio para se dedicar a projetos pessoais. 

### Livros
Em 2019, lança seu primeiro livro chamado Chico Science & Nação Zumbi – Da Lama ao Caos.

## Filmografia
| Ano       | Título                    | Função        | Emissora          |
| --------- | ------------------------- | ------------- | ----------------- |
| 1985      | Som Maior                 | Repórter      | Rede Manchete     |
| 1986–87   | Clip Clip                 | Repórter      | Rede Globo        |
| 1987      | Vibração                  | Apresentadora | TV Corcovado      |
| 1988      | Shock                     | Repórter      | Rede Manchete     |
| 1988–89   | O Grito dos Independentes | Apresentadora | TV Rio            |
| 1988–89   | Rio Show                  | Apresentadora | TV Rio            |
| 1990–92   | Cine MTV                  | Apresentadora | MTV Brasil        |
| 1992      | Programa Livre            | Repórter      | SBT               |
| 1993      | Olho Vivo                 | Narradora     | TV Cultura        |
| 1993–00   | Metrópolis                | Apresentadora | TV Cultura        |
| 2000–03   | Ensaio Geral              | Apresentadora | Multishow         |
| 2000–03   | Bate-Papo Digital         | Apresentadora | Multishow         |
| 2004–07   | Domingo Espetacular       | Apresentadora | Rede Record       |
| 2007      | Entrevista Record         | Apresentadora | Record News       |
| 2008      | Happy Hour                | Apresentadora | GNT               |
| 2009      | Dia Dia                   | Apresentadora | Rede Bandeirantes |
| 2012–2017 | Cine Conhecimento         | Apresentadora | Canal Futura      |

### Rádio
| Ano     | Título                      | Função        | Rádio         |
| ------- | --------------------------- | ------------- | ------------- |
| 2009–10 | Johnnie Walker com Gigantes | Apresentadora | Mitsubishi FM |
| 2009–10 | MitCultura                  | Apresentadora | Mitsubishi FM |
| 2011    | Oi Cultura                  | Apresentadora | Oi FM         |
| 2012    | Rádio Café                  | Apresentadora | Rede Verão    |
| 2023    | Radar                       | Apresentadora | NovaBrasil FM |

## Vida pessoal
Desde 2002 é casada com o diretor Maurício Arruda, com quem teve as gêmeas Catarina e Dora em 2003.